# Сардарян, Ктрич Хачикович
Ктрич Хачикович Сардарян (арм. Կտրիճ Սարդարյան, 1 июня 1947, село Арзакан, Разданского района) — бывший советник первого президента Армении.
- 1964—1969 — Ереванский государственный университет. Учитель истории.
- 1969—1973 — аспирантура Ереванского государственного университета. Кандидат, а затем доцент исторических наук.
- 1973—1990 — преподавал историю в Ереванском государственном университете.
- 1990—1995 — депутат Верховного совета Армянской ССР. С августа по октябрь 1990 был председателем постоянной комиссии по восстановлению независимой государственности и национальной политики.
- 1990—1991, 1995—1998 — был советником президента Армении.
- 1995—1999 — депутат парламента. В комиссиях не участвовал. Беспартийный.